# Damascus (Oregon)
Damascus è una città degli Stati Uniti d'America situata nell'Oregon, nella Contea di Clackamas.